# Церква Пресвятої Трійці (Золотий Потік)
Церква Пресвятої Трійці в Золотому Потоці — парафія і храм греко-католицької громади Золотопотіцького деканату Бучацької єпархії Української греко-католицької церкви в смт Золотий Потік Чортківського району Тернопільської области.
Церква та дзвіниця оголошені пам'ятками архітектури місцевого значення (охоронні номери 1852/1, 1852/2).

## Історія церкви
Згідно з архівними джерелами, у 1608 році в передмісті вже стояла дерев'яна церква Пресвятої Трійці, яку розібрали у 1774 році.
У 1702 році в центрі селища збудували новий храм святого Михаїла, на що пожертвували кошти Симеон Левкович і Теодор Обаранка.
Наприкінці XIX століття дерев'яну церкву Пресвятої Трійці розібрали, і у 1897 році на її місці спорудили нову, кам'яну. Її фундаторами стали парох о. Дорофей Федорончук і місцевий дідич Володимир Гнєвош. Інтер'єр храму оформили художники Юліан Левицький та Антон Оріховський, а столярні роботи виконав Микола Душар.
У 1946 році, за часів тоталітарного режиму, парафія і храм були приєднані до Московського патріархату. Однак у 1990 році на загальних зборах парафіян з ініціативи о. Василя Бігуна було вирішено повернути громаду в лоно УГКЦ.
У центрі селища розташована велична фігура Матері Божої. На території лікарні діє каплиця на честь святої Анни, де щосереди проводяться богослужіння. У приміщенні дзвіниці на церковному подвір'ї є також каплиця на честь Зарваницької Матері Божої.
При парафії діють: братство «Апостольство молитви», спільнота «Матері в молитві» та Вівтарна дружина.

## Парохи
- о. Дорофей Федорончук,
- о. Литвинович,
- о. Іван-Маркіян Баранюк,
- о. Йосиф Савраш,
- о. Михайло Романчук,
- о. Теофіл Шульгай,
- о. Василь Бігун (1990—2010),
- о. Олег Шумелла (2010),
- о. Володимир Зависляк (з травня 2010).